# Short Circuit (KOTOKOの曲)
「Short Circuit」（ショートサーキット）は、2003年11月27日にI'veが発売したインディーズアルバム『SHORT CIRCUIT』に所収されている楽曲である（トラック13。なお、アルバムタイトルは大文字であり、楽曲は単語の頭文字以外が小文字である）。作詞：KOTOKO、作曲・編曲：高瀬一矢、ボーカル：KOTOKO。
アルバム『SHORT CIRCUIT』はI'veが手がけてきたゲームの主題歌のうち、明るい曲調のもの、またいわゆる萌えソングを集めたコンセプトアルバムであるが、全13曲中2曲のオリジナル（アルバム発売時未発表曲）があり、そのうちの1曲がこの曲である。
ライブなどではアンコールに披露されることも多く、合いの手はKOTOKO、バックバンドメンバー、ファンが大声で唱和するのが名物となっている（この模様は2004年12月のKOTOKOライブツアー東京公演を収録したDVD『KOTOKO LIVE TOUR 2004 WINTER〜冬の雫が連れて来た君が聖者だ★Happy White X'mas★〜』（2005年4月1日発売）で見ることができる。このときもこの曲は再アンコール曲かつ最後の曲であった）。また、KOTOKO作詞の曲としては珍しくラップ調の歌詞があるのも特徴。
2005年7月アメリカアナハイムで行われた「アニメエキスポ2005」でゲスト参加したKOTOKOはライブも行ったが、アメリカでは珍しいアンコールをもらった際にもやはりこの曲を歌っている。
アルバムジャケットでは「革命音戦士」が電波（デジ）革命を起こすとのコンセプトで、2人の女性兵士が武器を手にしている絵が描かれているが（モデルはKOTOKO to 詩月カオリの2人とされている）、ライブでこの曲を披露するときは、KOTOKOは水鉄砲を持ってステージに登場することが多い。